# Protopterna chalybias
Protopterna chalybias är en fjärilsart som beskrevs av Edward Meyrick 1908. Protopterna chalybias ingår i släktet Protopterna och familjen vecklare. Inga underarter finns listade i Catalogue of Life.